# 明徳の乱
明徳の乱（めいとくのらん）は、南北朝時代（室町時代）の元中8年/明徳2年12月（1392年1月）に山名氏清、山名満幸ら山名氏が室町幕府に対して起こした反乱である。内野合戦とも呼ばれる。

## 背景

### 六分の一殿

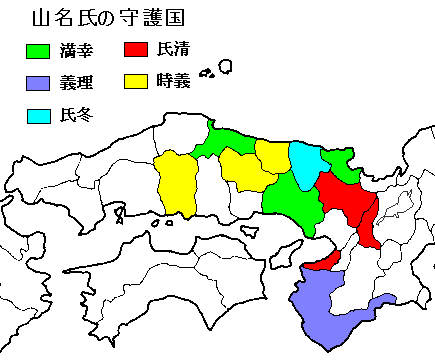
山名氏守護領国拡大

山名氏は新田氏の一族であったが、山名時氏の時に鎌倉幕府に対する足利尊氏の挙兵に従い、南北朝時代の争乱でも足利氏に味方して功があった。観応の擾乱では尊氏の弟足利直義に加担して戦い、直義の死後は幕府に帰参するが、再び叛いて南朝に降って一時は京都を占領する勢いを示した。その後は直義の養子直冬を助けて戦い山陰地方に大きな勢力を張り、2代将軍足利義詮の時代に切り取った領国の安堵を条件に室町幕府に帰順。時氏は因幡・伯耆・丹波・丹後・美作の5か国の守護となった。
時氏の死後も山名氏は領国を拡大する。惣領を継いだ長男の師義は丹後・伯耆、次男の義理は紀伊、3男の氏冬は因幡、4男の氏清は丹波・山城・和泉、5男の時義は美作・但馬・備後の守護となった。師義の3男の満幸は新たに播磨の守護職も得ている。全国66か国（正確には68か国だが、1.陸奥・出羽は守護不設置なので除く、2.「嶋」扱いなので対馬・壱岐を除く、3.狭島・遠島扱いの隠岐とあまりにも領土が狭いため伊勢守護が室町時代を通じて兼任の属領扱いの志摩を除いたため通称全国66か国にしたとの3説あり）のうち11か国で山名氏が守護領国となり「六分一殿」と呼ばれた。

### 将軍権力の強化
室町幕府の将軍は守護大名の連合の上に成り立っており、その権力は弱体なものであった。正平24年/応安2年（1369年）に3代将軍に就任した足利義満は将軍権力の強化を図った。
天授5年/康暦元年（1379年）、康暦の政変により幕府の実権を握っていた管領細川頼之が失脚、斯波義将が管領に就任する。義満は細川氏と斯波氏の対立を利用して権力を掌握。直轄軍である奉公衆を増強するなどして着実に将軍の権力を強化した。
これに加えて、義満は勢力が強すぎて統制が困難な有力守護大名の弱体化を図る。元中4年/嘉慶元年（1387年）、幕府創業の功臣であり、美濃、尾張、伊勢3か国の守護である土岐頼康が死去した。甥の康行が後を継いだが、義満は土岐氏一族が分裂するように仕向けて挑発して康行を挙兵に追い込み、康応元年/元中6年（1389年）に義満は康行討伐の命を下して、翌明徳元年/元中7年（1390年）にこれを下した（土岐康行の乱）。康行は領国を全て取り上げられ、康行の弟満貞が尾張を領有、土岐氏の惣領は叔父の頼忠に移ったが、美濃一国の領有しか許されなかった。
義満の次の狙いは11か国を領する山名氏であった。

### 山名氏の内紛
山名師義は天授2年/永和2年（1376年）に死去し、4人の息子義幸、氏之、義熙、満幸は若年であったため、中継ぎとして末弟の時義が惣領となった。これに対して、氏清とその婿の満幸が不満を示す。また、時義自身にも不遜な側面があったらしく、康暦の政変で失脚した細川頼之の赦免問題で義満と対立し、義満は時義追討を計画したものの実現しなかったという。もっとも、時義の息子時熙が氏清の婿になったのは時義の存命中であったと考えられることから、氏清には時義に取って代わるなどの意思は持っていなかったとみられ、むしろ一族のネットワークを介した都鄙分業が確立されていたとする見方もある。
元中6年/康応元年（1389年）に時義が死去、惣領と但馬・備後は時熙が、伯耆は時義の養子になっていた時熙の義兄弟の氏之に与えられた。しかし、病弱だった義幸の代官として幕府に出仕していた満幸は自分が無視されたとしてこの件でも不満を増大させていった（義幸は永徳元年/弘和元年（1381年）に病を理由に丹後・出雲・隠岐守護を辞任、満幸が3か国を継承した）。
また、家臣団も時氏以前からの東国出身の譜代家臣、師義が佐々木氏（京極氏）に追われた後も彼に随従したことから重用された出雲出身の家臣、支配地域で新たに登用された家臣に分かれて争うようになり、それが主家一族の内紛に拍車をかけた。
明徳元年/元中7年3月、義満は時義が生前将軍に対して不遜であり、時熙と氏之にも不遜な態度が目立つとして、氏清と満幸に討伐を命じた。時熙と氏之は挙兵して戦うが、氏清が時熙の本拠但馬、満幸が氏之の本拠伯耆を攻め、翌元中8年/明徳2年（1391年）に2人は敗れて没落した。戦功として氏清には但馬と山城、満幸には伯耆の守護職が新たに与えられた。備後も満幸の兄義熙が継承したが、同年に細川頼之に交替させられた。
ただし、『明徳記』に記されているような一族による時煕・氏之への讒言を裏付ける史料は確認されておらず、義満側近でかつ嫡流筋に近く時煕に代わって惣領になり得る可能性があった満幸はともかく、氏清に至っては一度は討伐の中止と時煕らの赦免を願い出ているのである。このため、前年より行われていた土岐氏討伐（土岐康行の乱）の「ついで」に行われた以上の域を出ないとする見方もある。

## 山名氏との対決

### 義満の挑発
山名氏を分裂させて時熙と氏之を追放したが、氏清と満幸の勢力が強まってしまった。義満は、今度は氏清と満幸に対して巧妙な挑発を行っていく。
元中8年/明徳2年（1391年）、逃亡していた時熙と氏之が京都に戻って清水寺の辺りに潜伏して義満に赦免を嘆願。義満がこれを許そうとしているとの噂が広まった。氏清は不安になり、同年10月の義満を招いての宇治の紅葉狩りを直前になって病を理由に中止してしまい、義満の不興を買う。ただし、時熙・氏之が赦免された場合に窮地に立つ可能性が高いのは時煕に代わって惣領の地位を狙っていたと思われる満幸の方であることには注意を要する。
3月に斯波義将が管領を罷免され、後任の管領に頼之の弟で養子の頼元が就任、四国に逼塞していた頼之が赦免され上洛したことと、既に政変に参加していた土岐氏が勢力削減されたことから義満は斯波派の打倒も図ったと推測されている。
その一方で、山名氏の内紛は観応の擾乱において時氏と師義が一時的に対立して以来の長期にわたる構造的な問題であること、時熙と氏之が討伐された後に氏清が山城守護に任じられた理由が説明できないことから、足利義満による守護大名家惣領への権力集中を回避する政策があったとしても、山名氏そのものに対する一族への分裂策や挑発が実際にあったかどうかは不明で、むしろ山名氏の内紛の深刻化に乱の原因を求めるべきであるとする考え方もある。もう一つの問題として、結果的に京都の中心部と言える「内野」にまで山名軍に攻め込まれたのは足利義満及び室町幕府の失態と呼べる事態であり、この乱が義満による挑発であるならば挙兵の可能性を考慮した備えがなかったのは不自然とする見方もある。
同年11月、満幸の分国出雲において後円融上皇の御料である仙洞領横田荘を押領して、御教書にも従わなかったとの理由で、満幸は出雲守護職を剥奪され京都から追放されてしまった。仙洞領の保護はかつて応安大法によって規定されたもので、同法の施行時には守護や守護代が召集されて、当時幼少であった将軍義満および管領細川頼之から直々に遵守を命じられた経緯がある土地政策の基本法令であった。当時、幕府による守護統制は重要な課題となっており、幕府にとって重要法令と言える応安大法を無視した守護・満幸に対して解任という厳しい処分を下すことで、他の守護に対しても警告を示すと言う側面もあった。なお、横田荘はその性格から出雲守護ではなく山名氏惣領の管理下にあり、先の時煕追討の結果、満幸の支配下に入った可能性が高く、満幸が横田荘の事情に疎かったために起きた問題である可能性もある。
怒った満幸は舅の氏清の分国和泉の堺へ赴いて「昨今の将軍のやり方は、山名氏を滅ぼすつもりである」と挙兵を説いた。氏清もこれに同意して一挙に京へ攻め上ることを決意する。満幸を分国丹波へ帰国させて丹波路から京へ攻め寄せる準備をさせ、氏清は堺に兵を集めると共に、兄で紀伊守護の義理を訪ねて挙兵を説いた。義理は躊躇するが遂に同意した。氏清は大義名分を得るために南朝に降り、錦の御旗を下賜される。
幕府に氏清、満幸謀反の報が12月19日に丹後と河内の代官より伝えられた。幕府重臣らは半信半疑であったが氏清の甥の氏家（因幡守護、氏冬の子）が一族と合流すべく京都を退去するに及んで洛中は大騒ぎになり、重臣達も山名氏の謀反を悟る。
12月25日、義満は軍評定を開き、重臣の間では和解論も出た。氏清と満幸を挑発して挙兵に追い込んだ義満だが、必勝を確信していたわけではなかった。山名氏の勢力は強大であり、時氏の時代には山名氏の軍勢によって2度も京都を占領されているからである。義満は和解論を退け「当家の運と山名家の運とを天の照覧に任すべし」と述べて決戦を決める。

### 内野合戦

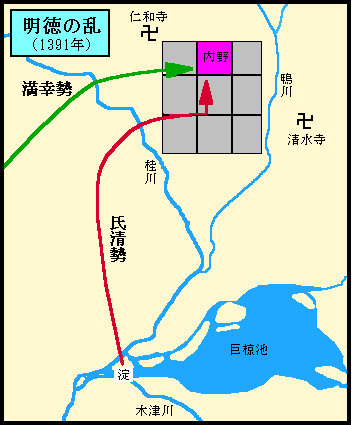
明徳の乱合戦図拡大

幕府軍は京へ侵攻する山名軍を迎え撃つべく主力5000騎を平安京の旧大内裏である内野に置き、義満と馬廻（奉公衆）5000騎は堀川の一色邸で待機した。一色氏は若狭国の守護であったが、前任守護の斯波氏の時代に小浜など若狭国の主要部を占める今富名が恩賞として山名氏に与えられたために守護領のほとんどが失われて以来、歴代の若狭守護は領国経営の基盤を持てずに苦しんでおり、山名氏に対する反感を持っていた。
山名軍は決戦を12月27日と定めて、氏清の軍勢3000騎は堺から、満幸の軍勢2000騎は丹波から京都へ進軍した。丹波路を進む満幸の軍勢は26日には内野から三里の峯の堂に布陣する。しかし、氏清は河内守護代遊佐国長に阻まれて到着が遅れてしまい、軍勢の中からは脱落して幕府方に降参する者も出始める。
12月29日夜、到着が遅れた氏清の軍勢は淀の中島に至り3隊に分かれて京に進撃。満幸の軍勢は2手に分かれて京に攻めかけた。夜間の進軍のため各隊の連係は乱れがちで各個に京へ突入することになった。
12月30日早朝、氏清の弟山名義数、小林上野守の700騎が二条大宮に攻め寄せて、大内義弘の300騎と激突して合戦が始まった。大内勢は下馬して矢を射かけた。乱戦となり劣勢となった山名義数、小林上野守は討ち死に覚悟で突撃。義弘は上野守と一騎討ちをして負傷しながらもこれを討ち取った。義数も討死、山名軍は緒戦で敗れてしまう。義満は義弘の武勇を賞して太刀を与えた。
次いで、満幸の軍勢2000騎が内野へ突入した。守る幕府軍は細川頼之・頼元兄弟、畠山基国、京極高詮の3000騎で戦闘となるが、義満の馬廻5000騎が投入されて勝敗は決した。敗れた満幸は丹波へ逃亡した。
氏清の軍勢2000騎は二手に分かれて突入。大内義弘、赤松義則の軍勢と衝突する。氏清は奮戦して大内、赤松の軍勢を撃退。幕府に帰参していた山名時熙が50騎を率いて参戦し、8騎に討ち減らされるまで戦い抜いた。劣勢になった大内、赤松は義満に援軍を要請、一色氏と斯波義重の軍勢が加勢して幕府軍は盛り返す。氏清の軍勢は浮き足立ち、義満自らが馬廻とともに出馬するに及び潰走した。氏清は落ち延びようとするが、一色勢に取り囲まれて一色詮範・満範父子に討ち取られた。
こうして、1日の合戦で山名氏は敗れ去った。幕府軍の死者は260人余、山名軍の死者は879人であった。

### 戦後
明徳3年/元中9年（1392年）正月、論功行賞が行われ、山城は畠山基国、丹波は細川頼元、丹後は一色満範（父の範詮は若狭国今富名を与えられて若狭守護領を回復する）、美作は赤松義則、和泉・紀伊は大内義弘、但馬は山名時熙、因幡は山名氏家（反乱に加わったが、降伏して許された）、伯耆は山名氏之、隠岐・出雲は京極高詮にそれぞれ与えられた。11か国の守護領国を誇った山名氏は僅か3か国に減らされてしまった。また、義満が増強していた直轄軍の馬廻（奉公衆）はこの戦いで大いに働き、将軍権力の力を示した。
同年2月、山名義理は紀伊で大内義弘に攻められて没落。応永2年（1395年）、剃髪して僧になり九州の筑紫まで落ち延びていた満幸も捕らえられて京都で斬られた。
ただし、満幸が捕縛されるまで出雲・美作・備中などで旧山名氏勢力による蜂起が頻発している。
その後も義満は明徳の和約で南北朝合一を成し遂げ、応永6年（1399年）大内義弘を挑発して挙兵させて滅ぼし（応永の乱）、将軍権力を固めていく。一方、山名氏はこの乱では幕府方として活躍し、その戦功により（大内氏を牽制する意図を含めて）山名時熙に備後、山名満氏に安芸、山名氏利に石見が与えられた。満氏・氏利兄弟は氏清の遺児であったが、時熙に匿われてその後赦免を受けていたのである。また、山名満氏の家臣で乱の発生まで若狭国今富名の代官であった高木加賀守理宗という人物が明徳の乱で幕府側に参陣して戦功を挙げ、その恩賞として満氏が取り立てられたという逸話も伝えられている。満幸が逃亡して抵抗を続ける中、惣領の時煕や戦死した氏清の遺族らに対しては温情を与えてこれ以上の混乱を防ぐ意図もあったと考えられている。なお、応永12年（1405年）頃に山名氏利が早世すると、没落していた山名義理が復権して石見を与えられている。義理は間もなく亡くなったと推測されるが、その子孫が石見守護を世襲している。
乱の様子を詳細に記した『明徳記』は太平記の流れを汲む軍記物語で、著者不明で全3巻。同書は資料性は高いものの、幕府寄りの視点で書かれている。一方で、首謀者で最後まで抵抗・逃亡を続けた末に処刑された山名満幸ではなく、戦死した氏清を義満と対峙させる存在として描いたことなど戦死した山名側の将兵を含めた鎮魂の意味合いもあったとされている。